# W. Earl Brown

W. Earl Brown (7 de Setembro de 1963, Murray, Kentucky) é um actor e músico norte-americano mais conhecido por seu papel de Dan Dority na série de TV Deadwood.

## Primeiros trabalhos
Descendente de uma família de vendedores de automóveis, acabou por seguir a carreira de actor.
Começou por trabalhar e estudar teatro, em Chicago, onde foi colega de John C. Reilly e Gillian Anderson.
O teatro levou-o ao cinema e a mudar-se para Los Angeles onde vive.

## Participações
- The X-Files (2002);
- NYPD Blue (2000-2003);
- Deadwood  (2005-2006) - Dan Dority;
- C.S.I. Miami (2005);
- The Big White (2005);
- The Mentalist (2008) - Rulon Farnes;
- The Last of Us (2013) - Bill;
- Dad Band (2018) - Jimbo

## Música
Earl Brown formou uma banda, de nome Sacred Cowboys.